# Landstreitkräfte der DDR
Landstreitkräfte der DDR var den Östtyska krigsmaktens arméförband.

## Organisation
- Kommando Landstreitkräfte (KdoLaSK) - Geltow (utanför Potsdam)
- Militärområde III, lydde operativt direkt under chefen för de sovjetiska trupperna i Polen.
  - 1. motorskyttedivisionen
  - 8. motorskyttedivisionen
  - 9. pansardivisionen
- Militärområde V, lydde operativt direkt under chefen för de sovjetiska trupperna i DDR.
  - 4. motorskyttedivisionen
  - 11. motorskyttedivisionen
  - 7. pansardivisionen

Källa: